# 대전서남부터미널
대전서남부터미널은 대전광역시 중구 유등천동로 340(유천1동 465-1)에 있는 시외버스 터미널이다. 주로 충청남도 전역 노선과 충청북도 청주시 노선을 운행하고 전북 방면은 전주시와 군산시 노선을 운행한다. 이외의 노선은 유성방면에 있는 유성시외버스터미널에서 환승하여야 한다. 2017년 기준 1일 13개 노선이 181회 운행되고 있다.

## 역사
1979년 7월에 대전서부터미널이라는 이름으로 터미널 건물이 건립되었으며, 건립 당시 부지 15,085m2, 건축연면적 7,424m2로 통합 전 대전동부터미널과 대전고속버스터미널의 규모보다 커 대전에서 가장 큰 버스터미널이었으며 일 이용객이 약 8,000여명에 달했다. 그러나 1990년대 이후 대전 지역에 고속철도가 개통되고 승용차 이용 인구가 증가하면서 2016년에는 하루 이용객이 800명도 미치지 못할 정도로 쇠퇴했으며 결국 터미널 재정 악화로 인해 2011년부터 경매에 부쳐졌으며, 2016년에 루시드가 터미널을 인수했다.
기존 터미널을 운영하던 금남고속에서는 터미널 사업을 계속하기 위해 인접 주유소 부지를 매입하고 대전광역시에 이전 신청을 했지만 규모가 협소하고 안전성 결여 등의 이유로 계획이 무산되었다. 터미널을 새로 인수한 루시드에서는 기존 위치에 계속 터미널 사업을 이어가기로 계획하고 2017년 1월 19일 대전광역시에 '서남부터미널'이라는 이름으로 여객자동차터미널사업 면허를 신청했으며, 대전광역시에서 면허를 인가함에 따라 2017년 2월 1일부터 대전서남부터미널이라는 새로운 이름으로 운영하게 되었다.

## 운행 노선
| 방면        | 행선지 |
| ----------- | --- |
| 충청권 방면 | 갈산, 강경, 공주, 광천, 구룡, 규암, 금산, 기지시, 남포, 내산, 내포시, 논산, 당진, 대천해수욕장, 대티, 덕산, 반곡, 보령, 봉암, 부여, 서산, 서천, 세종, 신례원, 신안, 신양, 신평, 신풍, 십자가, 아산, 양촌, 연무대, 연산, 예산, 외산, 유구, 임천, 입포, 장항, 전의, 정산, 조치원, 종촌, 천안, 청산, 청양, 충화, 태안, 판교, 한산, 합덕, 해미, 홍산, 홍성, 화양, 청주 |
| 호남권 방면 | 군산, 금마, 덕진동, 삼례, 여산, 전주 |